# Solella de la Roca (Castellcir)

La Solella de la Roca, respecte del terme de Castellcir

La Solella de la Roca és una solana del terme municipal de Castellcir, a la comarca del Moianès.
És a la zona central del terme, a llevant del nucli urbà, en el vessant oest del Serrat de la Roca, a ponent del Turó de Vilacís. Pel seu costat de ponent discorre el Xaragall de les Alzines Sureres.

## Etimologia
Molts dels topònims catalans són moderns i de caràcter clarament descriptiu; en aquest cas, es tracta de la solana situada en el vessant de llevant de la masia de la Roca.